# Spooner (Wisconsin)
Spooner é uma cidade localizada no estado norte-americano de Wisconsin, no Condado de Washburn.

## Demografia
Segundo o censo norte-americano de 2000, a sua população era de 2653 habitantes.
Em 2006, foi estimada uma população de 2587, um decréscimo de 66 (-2.5%).

## Geografia
De acordo com o United States Census Bureau tem uma área de
8,0 km², dos quais 7,8 km² cobertos por terra e 0,2 km² cobertos por água. Spooner localiza-se a aproximadamente 332 m acima do nível do mar.

## Localidades na vizinhança
O diagrama seguinte representa as localidades num raio de 36 km ao redor de Spooner.